# Begraafplaats van Achiet-le-Grand
De gemeentelijke begraafplaats van Achiet-le-Grand ligt aan de Rue de l’Egalité ruim 900 m ten noordwesten van het centrum (Église Saint-Jean-Baptiste) van de Franse gemeente Achiet-le-Grand in het departement Pas-de-Calais. De begraafplaats wordt omsloten door een haag en de toegang bestaat uit een tweedelig traliehek tussen bakstenen zuilen.
Tussen de burgerlijke graven liggen 4 Britse slachtoffers uit de Eerste Wereldoorlog begraven.

## Achiet-le-Grand Communal Cemetery
De 4 Britse slachtoffers zijn:
- Collin Roy Mackenzie, flight commander bij de Royal Naval Air Service. Hij werd onderscheiden met de Distinguished Service Order (DSO) en het Franse oorlogskruis (Croix de guerre).
- Frank Russell, mecanicien bij het Royal Flying Corps.
- J. Atha, schutter bij het West Yorkshire Regiment (Prins of Wales’s Own).
- Alexander Wyness, kanonnier bij de Royal Field Artillery.

Deze graven worden onderhouden door de Commonwealth War Graves Commission waar ze geregistreerd staan onder Achiet-le-Grand Communal Cemetery.

## Achiet-le-Grand Communal Cemetery Extension
Aansluitend bij de westelijke zijde van de gemeentelijke begraafplaats werd vanaf 1917 door Britse medische eenheden een uitbreiding (extension) aangelegd die door hen werd gebruikt van april 1917 tot maart 1918 en opnieuw in augustus 1918. De uitbreiding werd ontworpen door Edwin Lutyens en heeft een onregelmatig grondplan dat wordt omsloten door een natuurstenen muur. Een haag markeert de scheiding tussen beide begraafplaatsen. De toegang bevindt zich aan de zuidelijke zijde van de begraafplaats en bestaat uit een pergola opgebouwd met ruwe natuurstenen. Van hieruit voert een centraal pad naar de noordelijke zijde waar een gelijkaardige pergola werd geplaatst. Op dit pad staan het Cross of Sacrifice en de Stone of Remembrance.

### Geschiedenis
Achiet-le-Grand werd op 17 maart 1917 door de 7th Bedfords bezet, op 25 maart 1918 na een verdediging door de 1st/6th Manchesters uit handen gegeven maar op 23 augustus 1918 heroverd. 
De uitbreiding werd vanaf april 1917 door de (45th en 49th Casualty Clearing Stations) aangelegd en door hen tot maart 1918 gebruikt en opnieuw in augustus 1918. Ook Duitse troepen gebruikten deze begraafplaats voor een korte periode in maart en april 1918.
Na de wapenstilstand werden Plot III en het grootste deel van Plot IV aangelegd met 645 graven, voornamelijk uit 1916 en maart en augustus 1918 die werden overgebracht vanuit de slagvelden rond Achiet en van enkele kleine ontruimde begraafplaatsen, namelijk: Achiet-le-Grand German Cemetery,  Achiet-le-Petit Communal Cemetery en de German Extension, Beaumetz-lez-Cambrai Communal Cemetery en de German Extension, Behagnies German Cemetery, Behagnies Churchyard, Beugnatre Communal Cemetery German Extension, Beugnies German Cemetery, Beugnies Churchyard en German Extension, Boursies Communal Cemetery German Extension, Doignies German Cemetery, Hermies Communal Cemetery, Louverval German Cemetery, Quéant Communal Cemetery en German Extension, Velu German Cemetery, Villers-au-Flos German Cemetery en Vraucourt Churchyard.
Op de begraafplaats worden nu 1466 slachtoffers herdacht waaronder 210 niet geïdentificeerde. Onder de geïdentificeerde slachtoffers zijn er 1068 Britten, 92 Nieuw-Zeelanders, 55 Australiërs, 5 Canadezen, 4 Zuid-Afrikanen en 32 Duitsers.
Voor 8 Britten werden Special Memorials opgericht omdat hun graven niet meer gelokaliseerd konden worden en men neemt aan dat ze onder naamloze grafzerken liggen. 
Tien slachtoffers worden herdacht met een Duhalow Bloc.
Hun graven worden onderhouden door de Commonwealth War Graves Commission en staan er geregistreerd onder Achiet-le-Grand Communal Cemetery Extension.

## Graven

### Onderscheiden militairen
- Philip Vaughan Holberton luitenant-kolonel bij het Manchester Regiment kreeg vijf maal een eervolle vermelding op het Dagorder (krijgsmacht) (Mentioned in dispatches) en werd onderscheiden met de Order of the White Eagle (Serbia).
- Hugh John Duff, majoor bij de Cameron Highlanders, werd onderscheiden met het Distinguished Service Order en het Military Cross (DSO, MC).
- luitenant J.D. Boyd (Royal Field Artillery), majoor E. Moreton (Royal Field Artillery), majoor Robert Egerton (Royal Flying Corps), kapitein Edward Victor Freed (Otago Regiment N.Z.E.F.), luitenant Roderick Hubert Gray (Royal Horse Artillery), luitenant Gordon Lindsay Harvest (London Regiment), kapitein Eric Joseph Henderson (Royal Flying Corps), majoor Frederick Noel Johns (New Zealand Medical Corps), luitenant Leslie Ivan Manning (New Zealand Rifle Brigade), luitenant Cecil Ernest Philcox (South Staffordshire Regiment), kapitein Charles Frederick Sandoe (Duke of Cornwall's Light Infantry), onderluitenant Robert Turnbull (Rifle Brigade) en majoor Archibald Stewart West (Royal Field Artillery) werden onderscheiden met het Military Cross (MC).
- Alan Roderick Haig-Brown, luitenant-kolonel bij het Middlesex Regiment werd onderscheiden met het Distinguished Service Order (DSO).
- Valentine Read, compagnie sergeant-majoor bij het Hampshire Regiment werd onderscheiden met de Distinguished Conduct Medal (DCM) en het Belgische Oorlogskruis.
- H.A. Duffell, soldaat bij het Royal Irish Regiment werd onderscheiden met de Distinguished Conduct Medal en de Military Medal (DCM, MM).
- B.P. Edwards, sergeant bij de 12th (Prince of Wales's Royal) Lancers en H.A. Miles, korporaal bij het Wiltshire Regiment werden onderscheiden met de Distinguished Conduct Medal (DCM).
- er zijn nog 40 militairen die werden onderscheiden met de Military Medal (MM).

### Aliassen
- soldaat John William Ward diende onder het alias J.W. Sanderson bij het Worcestershire Regiment.
- soldaat John Dennis Bradley diende onder het alias J. Curley bij het London Regiment (Royal Fusiliers).

### Gefusilleerde militair
- Arthur Mitchell, soldaat bij de Lancashire Fusiliers werd wegens desertie gefusilleerd op 20 augustus 1917.